# Arabella (film, 1967)
Arabella är en italiensk komedifilm från 1967 i regi av Mauro Bolognini.

## Handling
Med sin mamma hotad av utvisning försöker Arabella pressa pengar från alla möjliga människor.

## Rollista i urval
- Virna Lisi - Arabella Danesi
- James Fox - Giorgio
- Margaret Rutherford - prinsessan Ilaria
- Terry-Thomas - general Sir Horace Gordon / hertig Pietro Moretti / hotelldirektören / föräkringsförsäljaren
- Giancarlo Giannini - Saverio
- Milena Vukotic - Graziella
- Paola Borboni - hertiginnan Moretti